# Kościół odpustowy św. Anny w Oleśnie
Kościół św. Anny – rzymskokatolicki Kościół filialny położony około 2 km od centrum Olesna przy drodze na Wieluń. Kościół należy do parafii Bożego Ciała w Oleśnie, w dekanacie Olesno, diecezji opolskiej. Dnia 10 grudnia 1949 roku pod numerem 33/49 i następnie dnia 14 lutego 1978 roku pod numerem 158/78, kościół został wpisany do rejestru zabytków województwa opolskiego. Świątynia należy również do szlaku drewnianego budownictwa sakralnego. W 2018 r. kościół wpisano na listę pomników historii w ramach akcji „100 Pomników Historii na stulecie odzyskania niepodległości”.

## Historia kościoła

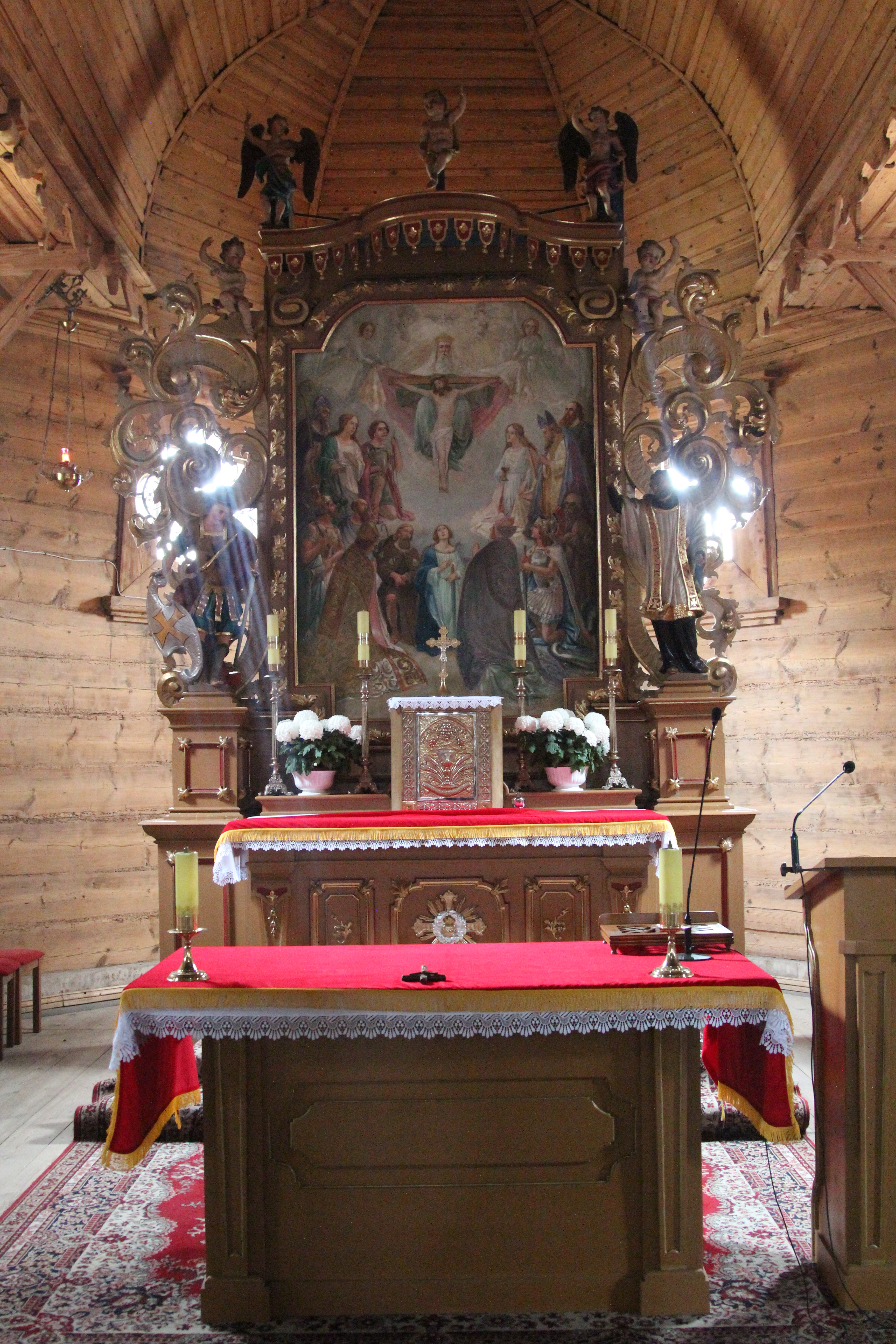
Ołtarz

W miejscu, gdzie obecnie znajduje się drewniany kościółek w 1444 roku, znajdowała się kaplica. Obecna drewniana świątynia została wybudowana w 1518 roku. Konsekracji dokonał biskup wrocławski Jan Thurzo. Wybudowano ją wokół sosny, której odcięto wierzchołek i konary, a pień do dzisiaj podtrzymuje ołtarz główny. U góry drzewa znajduje się tabliczka z napisem: „CZCIGODNA STARA SOSNA, POD KTÓRĄ JEDNA PANIENKA ZA WSTAWIENNICTWEM ANNY ŚWIĘTEJ OD ŚMIERCI URATOWANA BYŁA. LIPIEC 1444.” Obecnie jest widoczny fragment drzewa za szybą. Od początku istnienia kościół jest postrzegany przez katolików jako miejsce cudowne, miejsce kultu św. Anny i takim pozostał do dziś.
W latach 1668–1670 cieśla Marcin Snopek dobudował do głównej nawy centralną gwiaździstą część kościółka, a w 1707 roku zakrystię. Gruntowny remont kościoła przeprowadził w 1873 roku proboszcz Walenty Morawietz. Wyremontowano wówczas ołtarz i pomalowano ściany, ponadto zmieniono funkcjonowanie głównego tryptyku oraz zbudowano po jego bokach dwa ołtarze boczne: 
- po stronie prawej ku czci św. Józefa,
- po stronie lewej ku czci św. Walentego.

W 1902 roku na sygnaturce umieszczono mały dzwon o średnicy 30,3 cm i obwodzie kielicha 95,5 cm. Kolejny remont kościoła miał miejsce w 1904 roku, którego przeprowadził proboszcz Bruno Alexander. Umieszczono wówczas obraz Matki Boskiej Częstochowskiej, odnowiono i pomalowano wnętrze kościoła i więźbę dachową.
W czasie II wojny światowej kościół nie ucierpiał, chociaż w 1945 roku służył jako schronienie wielu mieszkańcom Olesna przed żołnierzami Armii Czerwonej. W 1964 roku w kościele zainstalowano instalację elektryczną. W 1986 roku zakupiono plac przy kościele, gdzie postawiono ołtarz polowy oraz doprowadzono budowlę do doskonałości architektonicznej. W 2000 roku doprowadzono pięć kaplic części centralnej do pierwotnego stanu, ponadto zainstalowano alarm, pomalowano dach i wieżę kościoła oraz wymieniono gonty. W 2009 roku przeprowadzono kolejny remont pokrycia dachu kościoła.
Makieta budynku była prezentowana na światowej wystawie sztuki architektonicznej w Nowym Jorku.

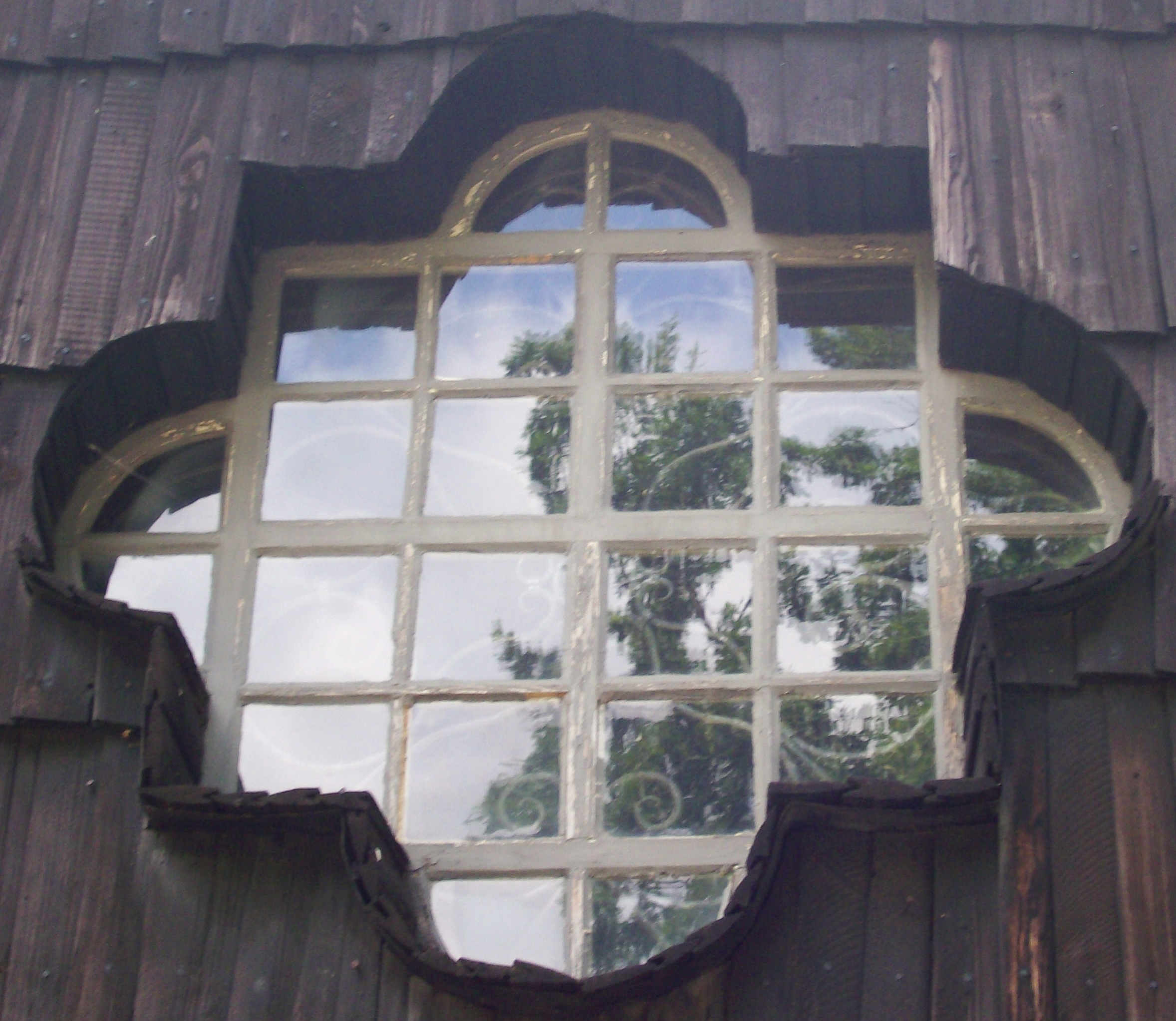
Okno w kształcie czworoliścia

## Architektura i wnętrze kościoła
Świątynia zbudowana jest z drewna, w konstrukcji zrębowej na podmurowaniu. Prezbiterium zamknięte trójbocznie, a przy nim zakrystia. Dach kościoła jest kryty gontem, nad nawą wieżyczka na sygnaturkę, z baniastym hełmem. Okna świątyni są w kształcie czworoliścia. Największą świętością oleskiego sanktuarium jest późnogotycka figura św. Anny Samotrzeciej, zwana też św. Anną Oleską.
Przy kościele znajduje się cmentarz oraz neogotycka kaplica pogrzebowa z przełomu XIX i XX wieku.